# Вилановафору
Вилановафо̀ру (на италиански: Villanovaforru; на сардински: Biddanoa de Forru, Биданоа де Фору) е село и община в Южна Италия, провинция Южна Сардиния, автономен регион и остров Сардиния. Разположено е на 354 m надморска височина. Населението на общината е 683 души (към 2010 г.).